# Chicago Board of Trade

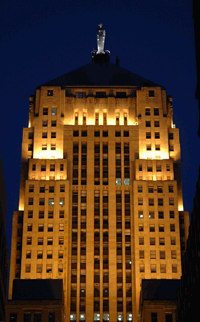
Het Chicago Board of Trade Building

De Chicago Board of Trade (CBOT) is een derivatenbeurs. Op 3 april 1848 werd de Chicago Board of Trade officieel opgericht op 101 South Water Street. In 1865 zorgde de CBOT er door middel van futures voor, dat boeren een gegarandeerde prijs konden krijgen voor hun goederen, voordat de goederen ook werkelijk werden verhandeld. In 1930 verhuisde het bedrijf naar het Chicago Board of Trade Building. In 1973 werd de Chicago Board Options Exchange door leden van de CBOT opgericht. In 2007 fuseerden de CBOT en de Chicago Mercantile Exchange tot de CME Group.